# Coxim AC
Coxim AC is een Braziliaanse voetbalclub uit Coxim in de staat Mato Grosso do Sul. 

## Geschiedenis
De club werd opgericht in 2002 en debuteerde dat jaar reeds in de hoogste klasse van het Campeonato Sul-Mato-Grossense, waar ze de tweede fase bereikten. In 2003 werden ze in de kwartfinale om de titel uitgeschakeld door Comercial. Na een voorlaatste plaats in 2004 degradeerden ze. Na één seizoen kwamen ze terug en bereiken toen de finale om de titel tegen Chapadão. De score bleef twee keer gelijk, maar door een betere prestatie doorheen het seizoen kreeg Coxim de titel toegewezen. De club mocht hierdoor deelnemen aan de Série C en werd daar laatste in de groepsfase. De club mocht ook aantreden in de Copa do Brasil van 2007 en verloor hier in de eerste ronde met zware 5-2 cijfers van Atlético Paranaense. 
In de competitie van 2007 verloor de club zes punten omdat ze een niet-speelgerechtigde speler opgesteld hadden. Hierdoor eindigden ze vijfde en misten daardoor de halve finales. Hierna ging het bergaf en in 2009 degradeerde de club.

## Erelijst
Campeonato Sul-Mato-Grossense
2006